# Carterton
Carterton es una localidad británica perteneciente al Condado de Oxon, 24 km al oeste de Oxford. Tenía una población de 15.000 habitantes.
- Datos: Q2462636
- Multimedia: Carterton, Oxfordshire / Q2462636